# Story Ping Pong

Story Ping Pong

Story Ping Pong ist ein kostenloses Geschichten-Erzähl-Spiel von Daniel Stieglitz, das Kreativität, Fantasie und Fabulierfreude anregen soll. Es ist im Jahre 2021 als frei zugängliche Website erschienen.
Das Spiel beinhaltet 250 gezeichnete Bilder, von denen eines beim Start per Zufallsgenerator angezeigt wird und als Vorgabe oder Inspiration für den Anfang einer Geschichte dient. Der nächste Spieler bekommt auf Knopfdruck die nächste Illustration angezeigt und erzählt die begonnene Geschichte basierend auf diesem Bild weiter. 
Ziel ist es gemeinschaftlich nach der gewünschten Anzahl an Bildervorgaben zu einem befriedigenden Ende zu kommen. Es gibt also keinen Gewinner oder Verlierer, sondern die Freude am Improvisieren und der Spaß an Phantasie und am Erzählen stehen im Mittelpunkt.
Als zusätzliche Variante gibt es links unten auf der Website eine Genre-Funktion mit über 50 Genre-Bildern als Vorgabe und Inspiration. Das per Zufallsgenerator angezeigte Genre kann die Richtung angeben, in die sich die Geschichte bewegt.
Das Spiel wurde von der Hessischen Kulturstiftung im Rahmen des Förderprogramms "Hessen kulturell neu eröffnen" gefördert.
Ein ähnliches Spielprinzip verfolgen die Story Cubes.